# Ballet de sorcières
Ballet de sorcières (titre original : Conjure Wife) est un roman de fantasy et d'horreur de l'écrivain américain Fritz Leiber, publié en 1943 puis traduit en français et publié en 1976.
Ce roman, le premier de l'auteur, a été l'inspiration pour trois films : Le Suicide du Professeur X (1944), Brûle, sorcière, brûle ! (1962) et Witches' Brew (en) (1980).
Ballet de sorcières a remporté en 2019 le prix Hugo du meilleur roman 1944. Il s'agit d'un « Retro Hugo » attribué 75 ans après une année où la Convention mondiale de science-fiction n'avait pas décerné de prix.

## Résumé
Norman, un homme scientifique et rationnel, découvre  que sa femme pratique la sorcellerie en secret et de plus que cette pratique s'étend à toutes les femmes.  Dans un premier temps, il cherche à convaincre son épouse d'abandonner ces pratiques, puis il commence à questionner ses propres certitudes. 

## Éditions
- Conjure Wife, Street & Smith, Unknown, avril 1943
- Ballet de sorcières, Librairie des Champs-Élysées, coll. « Le Masque Fantastique », 1976, trad. Mary Rosenthal 251 p.  (ISBN 2-7024-0514-2)